# Robert Hichens (Seemann)

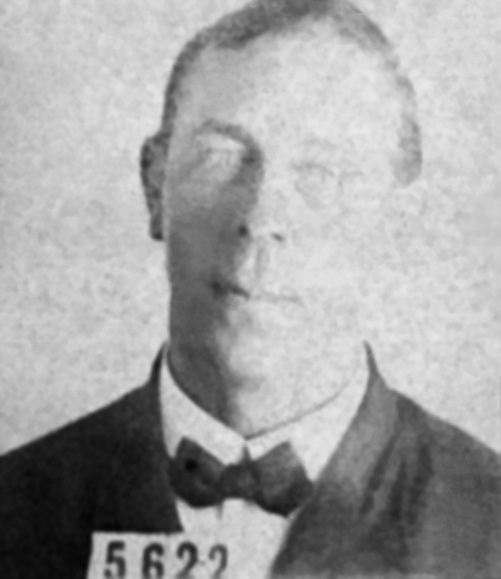
Robert Hichens (vor 1919)

Robert Hichens (* 16. September 1882 in Newlyn, Cornwall, England; † 23. September 1940 in Aberdeen, Schottland) war ein britischer Seemann. Als „Quartermaster“ war er Rudergänger der Titanic, als diese am 14. April 1912 bei ihrer Jungfernfahrt mit einem Eisberg kollidierte und zwei Stunden und 40 Minuten später unterging.

## Leben
Hichens entstammt einer Fischerfamilie aus Newlyn in der Grafschaft Cornwall. Er war das älteste von acht Kindern von Philip Hichens und Rebecca Hichens (geborene Wood). Als Quartiermeister diente er auf verschiedenen Postschiffen der Union-Castle Line sowie der British India Steam Navigation Company. Kurz bevor er auf der Titanic anheuerte, diente er auf dem Truppenschiff Dongola, das zwischen Großbritannien und Bombay pendelte. Im Ersten Weltkrieg war er Reservist der Royal Navy. 1937 heuerte Hichens auf dem Handelsschiff English Trader an, auf dem er 1940 infolge eines Herzinfarkts starb. Sein Grab befindet sich auf dem Trinity Cemetery in Aberdeen.

## Titanic
Robert Hichens heuerte als einer von sechs Quartermaster am 6. April 1912 auf der Titanic an. Am 14. April 1912 löste er um 22:00 Uhr Quartermaster Alfred Olliver als Rudergänger ab. Gegen 23.40 Uhr lag die Titanic auf Kollisionskurs mit einem Eisberg. Da die beiden Offiziere, die sich zu diesem Zeitpunkt auf der Brücke befanden, den Untergang nicht überlebten, war Hichens ein wichtiger Zeuge bei den nachfolgenden Untersuchungen der Vorgänge. So belegte er, dass es der Sechste Offizier James P. Moody gewesen war, der die Warnmeldung „Eisberg direkt voraus!“ vom Krähennest entgegengenommen und an den Ersten Offizier William M. Murdoch weitergeleitet hatte. Dieser soll Hichens daraufhin mit dem Ruderkommando „Hart Steuerbord“ angewiesen haben, nach Backbord abzudrehen. Die Kollision ließ sich jedoch nicht mehr verhindern.
Ungefähr gegen 0:23 Uhr wurde Hichens von Quartermaster Walter John Perkins abgelöst, um das Kommando von Rettungsboot Nr. 6, das die Titanic um circa 0:55 Uhr verließ und nur zu etwa einem Drittel besetzt war, zu übernehmen. An Bord befand sich auch der Ausguck Frederick Fleet, der den Eisberg zuerst gesehen und an die Brücke gemeldet hatte, sowie der Erste-Klasse-Passagier Arthur Peuchen. Obwohl später bei den Untersuchungen die Vorgänge in diesem Boot besonders betrachtet wurden, ist es eher dem Reich der Legenden zuzuordnen, dass die Erste-Klasse-Passagierin Margaret Brown die Führung übernahm und Hichens drohte, ihn, Fleet, über Bord zu werfen, als dieser versuchte, das Kommando wieder zurückzuerlangen.
Am 24. April sagte er vor der Untersuchungskommission des US-Senats aus und kehrte am 4. Mai 1912 an Bord der Celtic nach Großbritannien zurück. Am 7. Mai war er Zeuge vor dem britischen Untersuchungsausschuss, bei dem Hichens 492 Fragen gestellt bekam.

## Medien
In der Titanic-Verfilmung von 1997 spielte ihn Paul Brightwell. Hier droht wiederum der fiktionalisierte Hichens, Margaret Brown über Bord zu werfen.